# Hamburger SV
A Hamburger SV német sportegyesület, mely labdarúgó szakágáról a legismertebb. A focicsapat az egyik legrégebbi Németországban, és a német élvonalban, a Bundesligában alapító tagjai közt szerepel. Székhelyük Hamburg. A 2017-18-as szezont követően történetük során először, összességében a Bundesliga megalapítását követően 55 évvel kiestek az élvonalból.

## Sikerek

### Nemzeti
- Német bajnok
  - Győztes (6 alkalommal): 1922–23, 1927–28, 1959–60, 1978–79, 1981–82, 1982–83
  - Második (8 alkalommal): 1923–1924, 1956–57, 1957–58, 1975–76, 1979–80, 1980–81, 1983–84, 1986–87
- Német kupa
  - Győztes (3 alkalommal): 1962–63, 1975–76, 1986–87
  - Ezüstérmes (3 alkalommal): 1955–56, 1966–67, 1973–74
- Német szuperkupa
  - Ezüstérmes (3 alkalommal): 1977, 1982, 1987
- Német ligakupa
  - Győztes (2 alkalommal): 1972–73, 2003

### Nemzetközi
- Bajnokcsapatok Európa-kupája / Bajnokok ligája

- - Győztes (1 alkalommal): 1982–83
  - Ezüstérmes (1 alkalommal): 1979–80
  - Elődöntős (1 alkalommal): 1960-61

- Kupagyőztesek Európa-kupája
  - Győztes (1 alkalommal): 1976–77
  - Ezüstérmes (1 alkalommal): 1967–68
- UEFA-kupa / Európa-liga

- - Ezüstérmes (1 alkalommal): 1981–82
  - Elődöntős (2 alkalommal): 2008-09, 2009-10

- UEFA-szuperkupa
  - Ezüstérmes (2 alkalommal): 1977, 1983
- UEFA Intertotó-kupa
  - Győztes (2 alkalommal): 2005, 2007
  - Ezüstérmes (1 alkalommal): 1999

## Jelenlegi keret
2024. szeptember 2. szerint
| 01 | Daniel Heuer Fernandes | Portugália  |
| 13 | Tom Mickel             | Németország |
| 19 | Matheo Raab            | Németország |
| 40 | Hannes Hermann         | Németország |

| 02 | William Mikelbrencis                             | Francia                     |
| 03 | Moritz Heyer                                     | Hollandia                   |
| 04 | Sebastian Schonlau                               | Németország                 |
| 05 | Dennis Hadžikadunić (kölcsönben a FK Rosztovtöl) | BIH · Svédország            |
| 24 | Lucas Perrin                                     | Francia                     |
| 28 | Miro Mulheim                                     | Svájc                       |
| 30 | Silvan Hefti                                     | Japán                       |
| 33 | Noah Katterbach                                  | Németország                 |
| 37 | Valon Zumberi                                    | Koszovó                     |
| 47 | Nicolas Oliveira                                 | Németország · Spanyolország |
| –  | Mario Vušković (doppingbilalom)                  | Horvátország                |

| 06 | Łukasz Poręba                               | Lengyelország       |
| 08 | Daniel Elfadli                              | Líbia · Németország |
| 10 | Immanuel Pherai                             | Suriname · Holland  |
| 14 | Ludovit Reis                                | Holland · Szlovákia |
| 17 | Adam Karabec (kölcsönben a Sparta Prahatól) | Csehország          |
| 18 | Bakery Jatta                                | Gambia              |
| 21 | Levin Öztunlaı                              | Németország         |
| 23 | Jonas Meffert                               | Németország         |
| 36 | Anssi Suhonen                               | Finnország          |
| 41 | Omar Megeed                                 | Egyiptom            |
| 48 | Bilal Yalcinkaya                            | Törökország         |

| 07 | Jean-Luc Dompé                                  | Francia · Elefántcsontpart |
| 09 | Robert Glatzel                                  | Németország · Eritrea      |
| 11 | Ransford-Yeboah Königsdörffer                   | Ghána · Németország        |
| 20 | Marco Richter (kölcsönben a Mainz 05 csapattól) | Németország                |
| 27 | Davie Selke                                     | Németország                |
| 29 | Emir Sahiti                                     | Koszovó · Albánia          |
| 45 | Fabio Baldé                                     | Németország · Portugália   |
| 49 | Otto Stange                                     | Németország · Brazília     |

### Játékosok kölcsönben
| # |     | Poszt | Név                                                                            |
| - | --- | ----- | ------------------------------------------------------------------------------ |
| — | POR | V     | Guilherme Ramos (kölcsönben a CD Santa Clara csapatánál 2025. június 30-ig)    |
| — | HUN | CS    | Németh András (kölcsönben az SC Preußen Münster csapatánál 2025. június 30-ig) |
| — | GER | CS    | Tom Sanne (kölcsönben a Hannover 96 II csapatánál 2025. június 30-ig)          |

## Jelentős játékosok
| - Jörg Albertz - Franz Beckenbauer - Albert "Ali" Beier - Stefan Beinlich - Thomas Doll - Gert "Charly" Dörfel - Otto "Tull" Harder - Thomas von Heesen - Horst Hrubesch - Ditmar Jakobs - Manfred Kaltz | - Rudolf Kargus - Rudi Noak - Peter Nogly - Horst Schnoor - Willi Schulz - Dieter Seeler - Erwin Seeler - Uwe Seeler - Heinz Spundflasche - Uli Stein - Klaus Stürmer | - Jupp Posipal - Walter Warning - Jürgen Werner - Felix Magath - Khalid Boulahrouz - Rafael van der Vaart - Daniel Van Buyten - Émile Mpenza - Sergej Barbarez - Hasan Salihamidžić - Arkoc Özkan | - Mehdi Mahdavikia - Mohammed Zídán - Anthony Yeboah - Takahara Naohiro - Jordan Lecskov - Stéphane Henchoz - Kevin Keegan - Mark McGhee |

## Edzők
| - Hans Tauchert - 1945–1949 - Georg Knöpfle - 1946–1954 - Martin Wilke & Günter Mahlmann - 1954–1956 - Günter Mahlmann - 1956–1962 - Martin Wilke - 1962–1964 - Georg Gawliczek - 1964–1966 - Josef Schneider - 1966–1967 - Kurt Koch - 1967–1969 - Georg Knöpfle - 1969–1970 - Klaus-Dieter Ochs - 1970–1973 - Kuno Klötzer - 1973–1977 - Rudi Gutendorf - 1977–1977 - Özcan Arkoç - 1977–1978 - Branko Zebec - 1978–1980 - Aleksandar Ristić - 1981–1981 - Ernst Happel - 1981–1987 - Josip Skoblar - 1987–1987 - Willi Reimann - 1987–1990 - Gerd-Volker Schock - 1990–1992 - Egon Coordes - 1992–1992 - Benno Möhlmann - 1992–1995 | - Felix Magath - 1995–1997 - Ralf Schehr - 1997–1997 - Frank Pagelsdorf - 1997–2001 - Holger Hieronymus - 2001–2001 - Kurt Jara - 2001–2003 - Klaus Toppmöller - 2003–2004 - Thomas Doll - 2004–2007 - Huub Stevens - 2007–2008 - Martin Jol - 2008–2009 - Bruno Labbadia - 2009–2010 - Ricardo Moniz - 2010–2010 - Armin Veh - 2010–2011 - Michael Oenning - 2011–2011 - Rodolfo Esteban Cardoso - 2011–2011 - Frank Arnesen - 2011–2011 - Thorsten Fink - 2011–2013 - Bert van Marwijk - 2013–2014 - Mirko Slomka - 2014–2014 - Joe Zinnbauer - 2014–2015 - Peter Knäbel - 2015–2015 - Bruno Labbadia - 2015–2016 - Markus Gisdol - 2016–2018 - Bernd Hollerbach - 2018 - Christian Titz - 2018– |

## Mezszponzorok
| Szezon    | Szponzor     |
| --------- | ------------ |
| 1974–1976 | Campari      |
| 1976–1979 | Hitachi      |
| 1979–1987 | BP           |
| 1987–1994 | Sharp        |
| 1994–1999 | Hyundai      |
| 1999–2003 | TV Spielfilm |
| 2003–2006 | ADIG         |
| 2006-     | Emirates     |